# Shen Bao
Shen Bao, anteriorment transliterat com a Shun Pao o Shen-pao (xinès: 申報; pinyin: Shēn Bào), conegut en anglès com a Shanghai News, fou un periòdic publicat des del 30 d'abril de 1872 al 27 de maig de 1949 a Xangai, a la Xina. El nom és l'abreviació de Shenjiang Xinbao, Shenjiang sent a la vegada l'abreviació de "Chunsheng jiang" l'antic nom del riu Huangpu.

Fundat l'any 1872 per Ernest Major (1841-1908), un home de negocis britànic, El "Shen Bao" va ser un dels primers periòdics xinesos moderns. Quan Major va tornar a Anglaterra el 1889, el periòdic es va reorganitzar com a Major Company limited.)

Major va diferenciar-se a si mateix d'altres editors de periòdics estrangers en dues àrees. En primer lloc, des del principi, va deixar clar que el nou periòdic seria per a lectors xinesos, i que emfatitzaria doncs les notícies i temes d'interès pels xinesos, no pels estrangers. En segon lloc va col·locar administradors xinesos al càrrec del negoci i va deixar que editors xinesos escollissin els temes de les notícies i escrivissin els editorials. Aquests dos mètodes es varen mostrar efectius. Mentre els administradors xinesos utilitzaven els seus coneixements i connexions amb la comunitat local per a augmentar la circulació i atreure anunciants, varen mantenir el preu del diari per sota del preu de la competència. Simultàniament, els editors xinesos se'n sortien millor fent que el "Shen Bao" respongués als gustos dels lectors xinesos. En un sol any el "Shen Bao" va treure el "Shanghai Xinbao" fora de circulació y es va convertir en l'únic diari xinès a Xangai fins a la sortida del "Xin Bao" el 1876 i el "Hu Bao" el 1882.

El "Shen Bao" va tenir un paper central en la formació d'opinió pública a finals del segle xix. N'és un exemple la campanya que va emprendre durant els seus primers anys contra la nova pràctica de contractar a dones joves com a camareres en fumadors d'opi, " que difuminava la línia divisòria entre pràctiques acceptables i inacceptables posant a les camereres en la posició ambigua de proporcionar implícitament serveis sexuals als fumadors d'opi. Pitjor encara, els fumadors d'opi que s'adherien a aquesta pràctica es trobaven majoritàriament a la concessió francesa de Xangai, connectant la qüestió amb la presència d'estrangers a Xangai. De resultes de l'escàndol la pràctica va ser prohibida (tot i que a la pràctica no erradicada). El periòdic "va innovar en la tecnologia d'impressió, l'ús del telègraf, l'ús d'un corresponsal militar (enviat a cobrir la guerra Sino-francesa al Vietnam el 1884), en l'ús del xinès vernacular ("Baihua"); ràpidament es va guanyar una reputació com un dels millors de la Xina, passant a ser de propietat xinesa el 1909, i a principis del segle xx tenia una tirada de 30.000 exemplars al dia, 9.000 dels quals circulaven a Xangai i els altres a la resta de la Xina." A principis dels anys 20 tenia una circulació de 50.000 exemplars; a finals de la dècada de 100.000; i a mitjans dels anys 30 de 150.000." La redacció del periòdic es trobava a l'"Establiment Internacional de Xangai", "a una illa de cases de la Comissaria Central de la Policia." En aquest període inicial tenia vuit pàgines, amb notícies, assaigs i publicitat, així com decrets i recordatoris imperials. "Com que la política editorial seguia el principi de "comunicar tot el possible i deixar que el lector determini què és veritat," molts rumors interessants però sense fonament eren tot sovint inclosos a les notícies." A partir de 1905 va augmentar la mida a 20 pàgines.
Va ser fundat com a periòdic comercial, i es va mantenir conservador en l'aspecte polític durant les seves tres primeres dècades, donant suport al govern de la dinastia Qing. El 1905 va començar a canviar la seva orientació, citant els eslògans constitucionalistes de Liang Qichao el dia d'any nou; el 1907 va ser venut a Xi Zipei (1867 - 1929) el seu antic administrador, qui "posseïa l'operació publicitaria millor capitalitzada de Xangai, la Zhongguo tushu gongsi (Chinese Library Company)" i es trobava sota la influència del polític Zhang Jian, i esdevingué així un periòdic moderadament liberal que donava ampli suport al moviment constitucional." Disposava de les següents seccions: editorials, notícies internacionals, notiícies nacionals, notícies locals, indústria i comerç, lleis i societat, esports i educació, literatura i art, i publicitat. A més d'informar sobre qüestions polítiques importants, tenia diverses columnes especials i suplements com ara "ziyou tan" (discussió lliure), automòbil, educació i vida." El 1912 el control va passar a mans de Shi Liangcai. " Als anys 30 Shi era un important defensor de l'Aliança per la Defensa dels Drets Humans fundada per la senyora Soong Ching-ling, la segona esposa del líder revolucionari Dr. Sun Yat-sen, amb Cai Yuanpei i Lu Xun."
El 1934 el periòdic va "provocar la ira del govern a causa de la seva actitud fortament anti-japonesa. El 13 de novembre Shi Liangcai, el seu propietari i redactor en cap, va ser misteriosament assassinat a la carretera de Xangai a Hangchow"; La responsabilitat per aquest assassinat ha recaigut en la temuda policia secreta de l'Oficina d'investigació del Ministeri de justicia El 1938, durant la batalla de Xangai, Norwood Francis Allman (1893-1987), un advocat americà que havia estat cònsol dels Estats Units a Xangai a inicis dels anys 20, va rebre la sol·licitud per part dels propietaris xinesos de fer-se'n càrrec com a editor; La revista Time va escriure el 1940: "Un hàbil lingüista xinès, Allman llegeix cada història que va a parar al Shun Pao, escriu els editorials, corregeix els editorials escrits per membres de l'staff. Treballa sense sou." El periòdic mantenia males relacions amb els japonesos, i el 1940 l'editor assistent va ser assassinat i el seu cap abandonat en un carrer com a avís per als periodistes. Durant la Segona Guerra Mundial el periòdic va passar a mans de col·laboradors de l'ocupació japonesa, però després de la guerra Pan Gongzhan, un influent oficial del partit Kuomintang que havia estat editor del periòdic a finals dels anys 20, en va esdevenir el director i Chen Shunyü l'editor en cap. El Maig de 1949, quan l'Exèrcit Popular d'Alliberament va prendre Xangai, el periòdic va ser tancat.
Hi ha una col·lecció completa d'exemplars del periòdic a la Biblioteca de Xangai.